# إدي غولدمان
إدي غولدمان (بالإنجليزية: Eddie Goldman)‏ هو لاعب كرة قدم أمريكية أمريكي، ولد في 6 يناير 1994 في واشنطن العاصمة في الولايات المتحدة.

## وصلات خارجية
- إدي غولدمان على موقع مرجع كرة القدم المحترفة.كوم (الإنجليزية)